# Cliff Martinez
Cliff Martinez (ur. 5 lutego 1954) – amerykański kompozytor muzyki filmowej i były perkusista.

## Życiorys
Cliff Martinez urodził się w Nowym Jorku, w dzielnicy Bronx. Dorastał w mieście Columbus, w stanie Ohio, jego pierwszą pracą było komponowanie do popularnego telewizyjnego show Pee Wee's Playhouse Bardziej zainteresowany był jednak zespołami rockowymi, i grał na perkusji w wielu z nich, ale w żadnym nie zatrzymał się na dłużej.

## Red Hot Chili Peppers (1983–1986)
Po kilku latach gry na perkusji dla takich zespołów jak Captain Beefheart and His Magic Band, The Dickies i Lydia Lunch i Weirdos, on i Jack Sherman, dołączyli do formacji Red Hot Chili Peppers za Hillela Slovaka i Jacka Ironsa, którzy przenieśli się do What Is This?. Po jakimś czasie z powodu nieustających spięć pomiędzy Shermanem i resztą zespołu, na jego miejsce powrócił Slovak i to z nim RHCP nagrało drugi album – Freaky Styley. Irons natomiast nadal pozostał wierny zespołowi What Is This?, więc to Marinez wziął udział w tournèe. W trakcie nagrywania demo do trzeciego albumu – The Uplift Mofo Party Plan, Kiedis czuł, że serce Martineza nie należy już do zespołu i nie oddaje się całkowicie muzyce, więc został on zwolniony. Na jego miejsce przyjęty został Jack Irons.

## Komponowanie
Zainteresowania Martineza zmieniły się i skupił on swoją uwagę na stronie muzycznej filmów. Jego pierwsza produkcją, do którego stworzył ścieżkę dźwiękową było Seks, kłamstwa i kasety wideo, w reżyserii Stevena Soderbergha. Soderbergh zaproponował potem Martinezowi
stworzenie soundtracków do kilku jego filmów, najpopularniejsze z nich to Traffic w 2000 i adaptacji powieści Stanisława Lema – Solaris w 2002.

## Twórczość kompozytorska
- Seks, kłamstwa i kasety wideo (1989)
- Więcej czadu (1990)
- Kafka (1991)
- Czarna magia (1992)
- Król wzgórza (1993)
- Na samym dnie (1995)
- Gray’s Anatomy (1996)
- Schizopolis (1996)
- Wicked (1998)
- The Limey (1999)
- Traffic (2000)
- Narc (2002)
- Solaris (2002)
- Wonderland (2003)
- Wicker Park (2004)
- Havoc (2005)
- First Snow (2006)
- Espion(s) (2009)
- In the Beginning (2009)
- Prawnik z lincolna (2011)
- Drive (2011)
- Epidemia strachu (2011)
- Tylko Bóg wybacza (2013)
- Far Cry 4 (2014)
- Neon Demon (2016)

## Dyskografia

### The Weirdos
- Weird World

### Lidia Lunch
- 13:13 (1982)
- Stinkfist (1986)

### Captain Beefheart and His Magic Band
- Ice Cream for Crow (1982)

### Red Hot Chili Peppers
- The Red Hot Chili Peppers (1984)
- Freaky Styley (1985)

### The Dickies
- Killer Clowns From Outer Space (1988)
- The Second Coming (1989)
- Locked N' Loaded Live in London (1991)
- Idjit Savant (1994)